# Phillips de Pury
Phillips, de Pury & Company is een veilinghuis waarvan de wortels teruggaan tot 1796, toen Harry Phillips (een voormalig senior-medewerker van Christie's) in Londen een veilinghuis begon. De Engelse tak werd in 2001 overgenomen door Bonhams, terwijl de Amerikaanse tak (met nog een paar restanten) zelfstandig verderging, sinds 2004 onder de naam Phillips, de Pury & Company.

## Locaties
Phillips de Pury heeft locaties in: New York, Los Angeles, Londen, Parijs, Brussel, Berlijn, München, Genève, Milaan. De hoofdvestiging is in New York (Chelsea). Londen (Victoria) is het hoofdkantoor voor Europa.
Er worden veilingen gehouden in New York, Londen en Genève. Het werkterrein is: hedendaagse kunst, fotografie, vormgeving en juwelen (Contemporary art, photography, design art and jewelry). Binnen dit beperkte terrein neemt Phillips de Pury een vooraanstaande positie in. In New York en Londen zijn ook een galeries met verkoop-exposities van eigentijdse fotografen, designers en kunstenaars.

## Terug in Londen
Op 14 oktober 2006 had Phillips de Pury zijn eerste Londense veiling van eigentijdse kunst (Contemporary Art including Design Art). Met 68 verkochte kavels werd £ 8.586.000 opbrengst gerealiseerd (incl. opgeld).